# Mount Schurz
Der Mount Schurz ist ein Berg im Südosten des Yellowstone-Nationalparks im US-Bundesstaat Wyoming. Sein Gipfel ist mit 3403 m ü. NHN die zweithöchste Erhebung des Parks. Der Berg gehört zur westlichen Absaroka Range der Rocky Mountains und befindet sich im Park County (Wyoming) östlich des Yellowstone Lake. Einige Kilometer südöstlich befindet sich der höchste Gipfel des Nationalparks, der Eagle Peak.
Ursprünglich hatten Henry Dana Washburn und Nathaniel P. Langford den Berg im Rahmen der Washburn-Langford-Doane-Expedition nach ihrem dritten Begleiter 1871 Mount Doane genannt; diesen Namen vergab unabhängig im selben Jahr der Geologe Ferdinand Vandeveer Hayden aber an einen anderen Gipfel der Absaroka Range etwa 15 km weiter nördlich. 1885 benannte der Geograph Arnold Hague den Berg nach dem deutsch-amerikanischen Politiker Carl Schurz, der im Kabinett Hayes von 1877 bis 1881 Innenminister der Vereinigten Staaten gewesen war. Schurz hatte sich für die Belange der Nationalparks des Landes eingesetzt und 1880 als erster US-Innenminister, zusammen mit dem Präsidentensohn Webb Hayes und eskortiert vom Indianerkriegs-General George Crook und 14 Infanteristen, den (vor der Eröffnung der Northern Pacific Railroad 1883) noch isoliert gelegenen Yellowstone-Nationalpark besucht. Wie die Benennung anderer Gipfel nach Politikern und Generälen erfolgte diese laut dem Historiker Richard A. Bartlett aus Gründen der Öffentlichkeitsarbeit.
Als der belgische Reiseschriftsteller Jules Leclerq 1883 den Park bereiste, wurde noch ein anderer – heute namenloser – Berg Mount Schurz genannt, nämlich ein 8400 Fuß hoher Gipfel am Monument Geyser Basin im Nordwesten der Yellowstone-Caldera nahe dem Norris-Geysir-Becken.